# Courmont (Haute-Saône)
Courmont é uma comuna francesa na região administrativa de Borgonha-Franco-Condado, no departamento de Alto Sona. Estende-se por uma área de 6,39 km². Em 2010 a comuna tinha 138 habitantes (densidade: 21,6 hab./km²).